# Saison 1 de Reign : Le Destin d'une reine
Chronologie
Saison 2
Cet article présente le guide des épisodes de la première saison de la série télévisée américaine Reign : Le Destin d'une reine.

## Généralités
- Le 11 novembre 2013, CW a commandé 9 épisodes supplémentaires pour une saison complète, portant la saison à 22 épisodes[1].
- Au Canada, la saison est diffusée 24 heures en avance sur M3[2] puis en simultané sur le réseau CTV Two[3].

## Synopsis
La série est basée sur la vie de Marie Stuart, reine d'Écosse, qui après avoir vécu dans un couvent, arrive à la cour de France du roi Henri II. Elle est fiancée depuis l'enfance au Prince François.
Son avenir ne s’annonce pas comme elle l’attendait. Son mariage est incertain, l’alliance avec la France est fragile, et de nombreux dangers la menacent : intrigue,prophétie, tentative de meurtre, de viol et la guerre avec l’Angleterre …
Elle est accompagnée de ses amies d'enfances : Kenna, Greer, Aylee et Lola.

## Distribution

### Acteurs principaux
- Adelaide Kane (VF : Victoria Grosbois) : Marie Ire d'Écosse
- Toby Regbo (VF : Julien Bouanich) : François II de France
- Torrance Coombs (VF : Franck Lorrain) : Sebastien "Bash" de Poitiers
- Megan Follows (VF : Véronique Augereau) : Catherine de Médicis
- Alan Van Sprang (VF : Tony Joudrier) : Henri II de France
- Rossif Sutherland (VF : Antoine Schoumsky) : Nostradamus
- Anna Popplewell (VF : Marie Tirmont) : Lola
- Caitlin Stasey (VF : Alexia Papineschi) : Kenna
- Celina Sinden (VF : Jessica Monceau) : Greer
- Jenessa Grant (VF : Margaux Laplace) : Aylee (épisodes 1 à 8)

### Acteurs récurrents et invités
- Katie Boland (VF : Laetitia Godès) : Clarissa[4] (7 épisodes)
- Yael Grobglas (VF : Claire Baradat) : Olivia D'Amencourt[5] (7 épisodes)
- Jonathan Keltz (VF : Charles Germain) : Leith (8 épisodes)
- Michael Therriault (en) (VF : Fabrice Leylon) : Lord Castleroy (5 épisodes)
- Anna Walton (VF : Nathalie Homs) : Diane de Poitiers (épisodes 1 et 6 à 8)
- Ashley Charles (VF : Nathanel Alimi) : Colin McPhail (épisodes 1 et 2)
- Peter DaCunha (en) (VF : Victor Quilichini) : Prince Charles (épisodes 2, 3, 7 et 12)
- Luke Roberts : Simon Westbrook[4] (épisodes 2 et 4)
- Shawn Doyle : Claude, oncle de Marie[6] (épisodes 3 et 4)
- Manolo Cardona (VF : Boris Rehlinger) : Tomas, prince du Portugal[7] (épisodes 3 et 4)
- Michael Aronov (en) (VF : Serge Faliu) : Comte Vincent de Naples (épisode 7)
- Greg Bryk : Vicomte Richard Delacroix (épisode 11)
- Amy Groening (VF : Anne Tilloy) : Charlotte, suivante de la Reine Catherine (épisodes 11 et 17)
- Evan Buliung (VF : Jérôme Wiggins) : Maurice Bisset (épisode 12)
- Amy Brenneman (VF : Blanche Ravalec) : Marie de Guise, mère de Marie Ire d'Écosse[8] (épisode 13)
- Kathryn Prescott (VF : Cécile Nodie) : Penelope[9] (épisodes 16 à 19)
- Giacomo Gianniotti (VF : Damien Ferrette) : Lord Julien (épisodes 16 à 21)
- Gil Darnell (VF : Patrick Bethune) : Christian de Guise (épisodes 19, 21 et 22)
- Tahmoh Penikett : John[10] (épisode 20)

## Épisodes

### Épisode 1:La Conspiration
- Canada : 16 octobre 2013 sur M3[2]
- États-Unis : 17 octobre 2013 sur The CW[11]
- Québec : 27 août 2014 sur Séries+[12]
- France : 14 novembre 2014 sur 6ter[13]
- Belgique : 10 décembre 2016[14] sur Plug RTL[15]

- États-Unis : 1,98 million de téléspectateurs[16] (première diffusion)

### Épisode 2:Le Passage secret
- Canada : 23 octobre 2013 sur M3
- États-Unis : 24 octobre 2013 sur The CW
- Québec : 3 septembre 2014 sur Séries+
- France : 14 novembre 2014 sur 6ter, rediffusé 21/11
- Belgique : 17 décembre 2016 sur Plug RTL

- États-Unis : 1,83 million de téléspectateurs[17] (première diffusion)

### Épisode 3:Baisers volés
Pour les articles homonymes, voir Baiser volé (homonymie).
- Canada : 30 octobre 2013 sur M3
- États-Unis : 31 octobre 2013 sur The CW
- Québec : 10 septembre 2014 sur Séries+
- France : 14 novembre 2014 sur 6ter, rediffusé 21/11
- Belgique : 24 décembre 2016 sur Plug RTL

- États-Unis : 1,57 million de téléspectateurs[18] (première diffusion)

### Épisode 4:Raison et sentiments
- Canada : 6 novembre 2013 sur M3
- États-Unis : 7 novembre 2013 sur The CW
- Québec : 17 septembre 2014 sur Séries+
- France : 21 novembre 2014 sur 6ter, rediffusé 28/11
- Belgique : 31 décembre 2016 sur Plug RTL

- États-Unis : 1,64 million de téléspectateurs[19] (première diffusion)

### Épisode 5:Le Guet-apens
- Canada : 13 novembre 2013 sur M3
- États-Unis : 20 novembre 2013 sur The CW
- Québec : 24 septembre 2014 sur Séries+
- France : 21 novembre 2014 sur 6ter, rediffusé 28/11
- Belgique : 7 janvier 2017 sur Plug RTL

- États-Unis : 1,73 million de téléspectateurs[20] (première diffusion)

### Épisode 6:Les Bois maudits
- Canada : 20 novembre 2013 sur M3
- États-Unis : 21 novembre 2013 sur The CW
- Québec : 1er octobre 2014 sur Séries+
- France : 21 novembre 2014 sur 6ter, rediffusé 28/11
- Belgique : 14 janvier 2017 sur Plug RTL

- États-Unis : 1,81 million de téléspectateurs[21] (première diffusion)

### Épisode 7:Prise d'otages
- Canada : 4 décembre 2013 sur M3
- États-Unis : 5 décembre 2013 sur The CW
- Québec : 8 octobre 2014 sur Séries+
- France : 28 novembre 2014 sur 6ter, rediffusé 05/12
- Belgique : 21 janvier 2017 sur Plug RTL

- États-Unis : 1,66 million de téléspectateurs[22] (première diffusion)

### Épisode 8:La Prophétie
- Canada : 11 décembre 2013 sur M3
- États-Unis : 12 décembre 2013 sur The CW
- Québec : 15 octobre 2014 sur Séries+
- France : 28 novembre 2014 sur 6ter, rediffusé 05/12
- Belgique : 28 janvier 2017 sur Plug RTL

- États-Unis : 1,86 million de téléspectateurs[23] (première diffusion)

### Épisode 9:L'Échappée belle
- Canada : 22 janvier 2014 sur M3
- États-Unis : 23 janvier 2014 sur The CW[24]
- Québec : 22 octobre 2014 sur Séries+
- France : 5 décembre 2014 sur 6ter
- Belgique : 4 février 2017 sur Plug RTL

- États-Unis : 1,74 million de téléspectateurs[25] (première diffusion)

### Épisode 10:Secrets de famille
- Canada : 29 janvier 2014 sur M3
- États-Unis : 30 janvier 2014 sur The CW
- Québec : 29 octobre 2014 sur Séries+
- France : 5 décembre 2014 sur 6ter
- Belgique : 11 février 2017 sur Plug RTL

- États-Unis : 1,62 million de téléspectateurs[26] (première diffusion)

### Épisode 11:L'Amant
- Canada : 5 février 2014 sur M3
- États-Unis : 6 février 2014 sur The CW
- Québec : 5 novembre 2014 sur Séries+
- France : 12 décembre 2014 sur 6ter
- Belgique : 18 février 2017 sur Plug RTL

- États-Unis : 1,64 million de téléspectateurs[27] (première diffusion)

### Épisode 12:De sang royal
- Canada : 26 février 2014 sur M3
- États-Unis : 27 février 2014 sur The CW
- Québec : 12 novembre 2014 sur Séries+
- France : 12 décembre 2014 sur 6ter
- Belgique : 25 février 2017 sur Plug RTL

- États-Unis : 1,32 million de téléspectateurs[28] (première diffusion)

### Épisode 13:L'Union sacrée
- Canada : 5 mars 2014 sur M3
- États-Unis : 6 mars 2014 sur The CW
- Québec : 19 novembre 2014 sur Séries+
- France : 19 décembre 2014 sur 6ter
- Belgique : 4 mars 2017 sur Plug RTL

- États-Unis : 1,75 million de téléspectateurs[29] (première diffusion)

### Épisode 14:Liaisons dangereuses
- Canada : 12 mars 2014 sur M3
- États-Unis : 13 mars 2014 sur The CW
- Québec : 26 novembre 2014 sur Séries+
- France : 19 décembre 2014 sur 6ter
- Belgique : 11 mars 2017 sur Plug RTL

- États-Unis : 1,48 million de téléspectateurs[30] (première diffusion)

### Épisode 15:La Fête des Galants
- Canada : 19 mars 2014 sur M3
- États-Unis : 20 mars 2014 sur The CW
- Québec : 3 décembre 2014 sur Séries+
- France : 26 décembre 2014 sur 6ter
- Belgique : 18 mars 2017 sur Plug RTL

- États-Unis : 1,61 million de téléspectateurs[31] (première diffusion)

### Épisode 16:Au royaume des Ténèbres
- Canada : 26 mars 2014 sur M3
- États-Unis : 27 mars 2014 sur The CW
- Québec : 10 décembre 2014 sur Séries+
- France : 26 décembre 2014 sur 6ter
- Belgique : 25 mars 2017 sur Plug RTL

- États-Unis : 1,40 million de téléspectateurs[32] (première diffusion)

Olivia fait un cauchemar à propos des Ténèbres et se réveille avec des douleurs dans le dos qui, découvre Nostradamus, sont dues à une infection de la plaie causée par une dent pointue appartenant à un homme. 
Greer rencontre Lord Julien, un prince d'origine hongroise et son fiancé, avec qui elle officialise les fiançailles, qui ne durent pas longtemps puisque le Seigneur la découvre avec Leith, abandonne Greer et décide de punir le serviteur ; cependant, grâce à Lord Castleroy, Leith n'est renvoyé que pour entreprendre son service militaire tandis que Lord Julien se rapproche de Lola. Pendant ce temps, le roi Henri s'apprête à participer à la Fête des Haricots, une célébration destinée aux servantes, qui doivent trouver, à l'intérieur d'un gâteau, une fève qui permettra à l'une d'elles de devenir reine pour un jour. Catherine croit pouvoir utiliser la jeune fille choisie, Pénélope, pour apaiser la folie du roi avec une potion, mais se rend compte que la jeune « nouvelle reine » est si despotique et sournoise qu'elle raconte au roi le complot qui punit Catherine avec son propre poison. . Sébastien retourne à la Cour de France et demande l'aide de son frère François pour aider Rowan et tuer les Ténèbres. 

### Épisode 17:Le Contrat de mariage
- Canada : 9 avril 2014 sur M3
- États-Unis : 10 avril 2014 sur The CW
- Québec : 17 décembre 2014 sur Séries+
- France : 2 janvier 2015 sur 6ter
- Belgique : 1er avril 2017 sur Plug RTL

- États-Unis : 1,23 million de téléspectateurs[33] (première diffusion)

### Épisode 18:Au cœur de la tourmente
- Canada : 16 avril 2014 sur M3
- États-Unis : 17 avril 2014 sur The CW
- Québec : 24 décembre 2014 sur Séries+
- France : 2 janvier 2015 sur 6ter
- Belgique : 8 avril 2017 sur Plug RTL

- États-Unis : 1,39 million de téléspectateurs[34] (première diffusion)

### Épisode 19:Un bon petit soldat
- Canada : 23 avril 2014 sur M3
- États-Unis : 24 avril 2014 sur The CW
- Québec : 31 décembre 2014 sur Séries+
- France : 9 janvier 2015 sur 6ter
- Belgique : 15 avril 2017 sur Plug RTL

- États-Unis : 1,35 million de téléspectateurs[35] (première diffusion)

### Épisode 20:Le Maître chanteur
- Canada : 30 avril 2014 sur M3
- États-Unis : 1er mai 2014 sur The CW
- Québec : 7 janvier 2015 sur Séries+
- France : 9 janvier 2015 sur 6ter
- Belgique : 22 avril 2017 sur Plug RTL

- États-Unis : 1,4 million de téléspectateurs[36] (première diffusion)

### Épisode 21:Longue vie au roi
- Canada : 7 mai 2014 sur M3
- États-Unis : 8 mai 2014 sur The CW
- Québec : 14 janvier 2015 sur Séries+
- France : 16 janvier 2015 sur 6ter
- Belgique : 29 avril 2017 sur Plug RTL

- États-Unis : 1,34 million de téléspectateurs[37] (première diffusion)

### Épisode 22:L'Ultime sacrifice
- Canada : 14 mai 2014 sur M3
- États-Unis : 15 mai 2014 sur The CW[38]
- France : 16 janvier 2015 sur 6ter
- Québec : 21 janvier 2015 sur Séries+
- Belgique : 6 mai 2017 sur Plug RTL

- États-Unis : 1,24 million de téléspectateurs[39] (première diffusion)